# Лудерс (Тексас)
Лудерс (енгл. Lueders) град је у америчкој савезној држави Тексас. По попису становништва из 2010. у њему је живело 346 становника.

## Демографија
Према попису становништва из 2010. у граду је живело 346 становника, што је 46 (15,3%) становника више него 2000. године.
| Група             | 2000.       | 2010.       |
| Белци             | 283 (94,3%) | 300 (86,7%) |
| Афроамериканци    | 2 (0,7%)    | 3 (0,9%)    |
| Азијати           | 0 (0,0%)    | 0 (0,0%)    |
| Хиспаноамериканци | 11 (3,7%)   | 37 (10,7%)  |
| Укупно            | 300         | 346         |